# 514107 Каепаокаавела
514107 Каепаокаавела (514107 Kaʻepaokaʻawela, попереднє позначення 2015 BZ509, інша назва — Bee-Zed) — астероїд, відкритий 26 листопада 2014 року у рамках дослідження Pan-STARRS в обсерваторії Галеакала на острові Мауї, Гавайські острови.

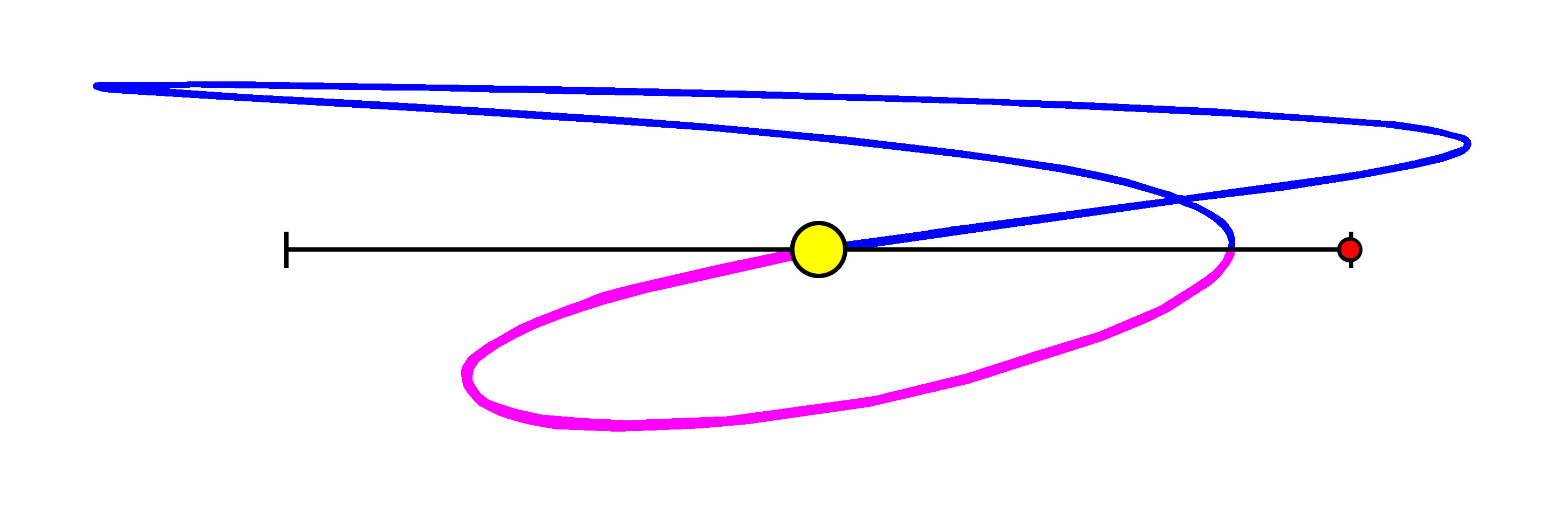
Діаграма, що показує орбіту астероїда відносно Сонця та Юпітера

Коорбітальна орбіта 2015 BZ509 проходить близько від орбіти Юпітера, але, на відміну від троянських астероїдів Юпітера, він обертається навколо Сонця в протилежному напрямку. Нахил орбіти (i) у 2015 BZ509 становить 163,00459°, що більше, ніж у (471325) 2011 KT19 і 2016 NM56.
Незважаючи на зближення з Юпітером кожні декілька років, особливості гравітаційного взаємодії з планетою дозволять BZ509 уникнути зіткнення принаймні протягом найближчих декількох мільйонів років.
Припускається, що 2015 BZ509 може бути міжзоряним астероїдом, якого захопила гравітація Сонячної системи близько 4,5 млрд років тому.